# Les Mantes religieuses
Pour les articles homonymes, voir Mante religieuse (homonymie).
Les Mantes religieuses, paru en 1960, est le premier roman policier d’Hubert Monteilhet. 
Les personnages sont d'un stupéfiant cynisme, et l’intrigue prend sans cesse des chemins inattendus, au fil de lettres, d’extraits de journal intime, d’enregistrements magnétiques, de coupures de presse...
L’auteur a reçu pour ce livre le Grand prix de littérature policière 1960.

## Résumé
Paul Canova, universitaire candide, a souscrit il y a bien longtemps une assurance-vie et deux assurances-décès.
Son jeune fils, confié à la garde de sa deuxième épouse, meurt dans des circonstances étranges. Puis, son assistante est convaincue de vol par cette deuxième épouse (qui s’appelle Vera comme Véra Clouzot, l’interprète des Diaboliques, film sorti cinq ans plus tôt). Canova chasse l’innocente, qui se suicide. Il n’a plus d’assistante. Un collègue et ami, Christian Magny, le tire d’embarras en lui recommandant une de ses propres élèves, Béatrice. Engagée, Béatrice devient la maîtresse de son patron. Mais elle met bientôt fin à cette liaison, car elle épouse Christian Magny.
Durant leur lune de miel à Dubrovnik, elle entend parler de l’histoire lamentable d’un homme tué sans raison par des résistants, « comme des gamins écrasent pour jouer un lézard inoffensif ». La sensibilité de Béatrice lui fait réprouver de telles horreurs gratuites.
De retour à Paris, la jeune mariée ne tarde pas à soupçonner son époux d’être l’amant de madame Canova. Pour en avoir le cœur net, elle a recours à un magnétophone. 
Ce qu’elle apprend la glace d’effroi. C’est pour qu’elle devienne la maîtresse de Canova que Christian l’a fait engager par celui-ci. Et c’est pour qu'elle devienne une épouse soupçonnée d'adultère que Christian l’a ensuite épousée.
Afin que madame Canova puisse bénéficier des assurances, Christian doit attirer Canova chez lui, prétendre avoir surpris une rencontre adultère, jouer les maris outragés, abattre Canova — et puis aussi Béatrice, qui pourrait bien flairer la machination — et se faire acquitter.
La révélation produit sur Béatrice un choc considérable. Elle ne prévient pas la police. Elle se met à l'abri en déposant la bande magnétique chez un notaire, puis devient la complice des deux amants. Elle se prête à la mise en scène, et laisse Christian tuer Canova.
Mais ce n’est pas l’appât du gain qui motive l’attitude de Béatrice. Jusqu’ici, la jeune femme était juste un peu chagrinée de la lâcheté des humains, de celle des mâles en particulier. Brutalement confrontée au mal absolu, elle est fascinée par lui, et semble trouver en lui une réponse à ses interrogations. Elle a quelque chose à prouver. Elle veut en découdre avec le mal en personne. Elle veut se mesurer à madame Canova.
Elle tient à se venger de la pire des manières, en persécutant les deux monstres pour les conduire jusqu’à la folie et au suicide. Le mâle est vite éliminé. Les deux femelles restent en tête-à-tête, dans un défi mortel.

## Analyse
Monteilhet reprend ici les thème chers à Laclos (relation entre le corps et l’esprit, entre l’intelligence et la sensibilité, la volonté et le hasard, etc.) Dès ce premier livre, l’auteur s’inscrit donc dans la tradition des libertins du XVIIIe siècle. Les ingrédients qui entreront dans la composition de son œuvre répondent déjà tous présents. Même l’humour grinçant est déjà là, très discret encore, pour dénoncer l’hypocrisie sociale (celle de l’avocat, par exemple, exaltant au tribunal des vertus qu’il bafoue dans le privé).
La référence à Baudelaire est également marquée (expériences sans issue, spectacle décevant de la réalité, révolte contre l’ordre de la création, dualité de l’âme, attraits pervers du mal, refuge dans la mort). Baudelaire fut d'ailleurs un commentateur des Liaisons dangereuses, « livre de moraliste » selon lui.
Le moraliste Monteilhet s’interroge sur cette passion du mal qui habite les monstres (les « malheureux », corrige un père jésuite). D’où vient-elle ? Quelques éléments de réponse sont fournis par Béatrice et par madame Canova, lorsque approche le terme de leur combat. Tentant d’apporter les lumières de la religion, le jésuite, qui éduqua l’un des trois monstres, en appelle à Baudelaire. Mais le mal garde son mystère, et continuera longtemps d’exercer sa fascination sur les êtres faibles (qui se prétendent forts, sans trop y croire).
Ceux à qui il est dévolu d’incarner le bien se contentent de porter un masque de vertu. Derrière, c’est bien noir et bien grimaçant. Canova, les assureurs, la mère de Christian, l’avocat, le jésuite manquent eux aussi d’authentiques repères moraux et se satisfont du carton-pâte des conventions sociales. « L’amour paternel, se lamente le père Daniel, la rigueur des contrats, la générosité des fiançailles, les espérances de la maternité, la valeur du sacrement, les joies du mariage, les privilèges de l’époux, la conscience de l’avocat, la majesté des tribunaux, la grandeur du remords, la crainte des fins dernières, le tragique de la pénitence, jusqu’aux affres de la maladie, tout a été foulé aux pieds, sataniquement, comme si le Malin avait voué quelques êtres à jeter un ridicule pathétique sur cette création dont il est privé. » Dans cet univers de faux-semblants sur lesquels toute l’œuvre de Monteilhet va s’acharner à « jeter un ridicule pathétique », les monstres se tournent vers Dieu ou vers les humains, cherchent en vain une lueur positive à quoi se raccrocher.

## Adaptation
Jack Gold a tiré de ce livre le téléfilm Praying Mantis, en 1983.